# Maella
Maella là một đô thị ở tỉnh Zaragoza, Aragon, Tây Ban Nha. Theo điều tra dân số 2004 của Viện thống kê Tây Ban Nha (INE), đô thị này có dân số là 2.025 người. Diện tích đô thị này là 175 ki-lô-mét vuông.Đô thị này nằm ở độ cao m trên 304 mực nước biển, cách thủ phủ Zaragoza 130 km. Trận Maella xảy ra ở đây năm 1838. Nhà điêu khắc Pablo Gargallo sinh ra ở đây năm 1881.